# Дамс, Вальтер
Вальтер Дамс (нем. Walter Dahms; 9 июня 1887, Берлин — 5 октября 1973, Лиссабон) — немецкий музыковед
, музыкальный критик и композитор.
Учился в берлинской Консерватории Луизы (1907—1910) у Адольфа Шульце.
С 1912 г. публиковался как музыкальный критик в различных периодических изданиях, в том числе во Всеобщей музыкальной газете, газетах Берлина, Мюнхена, Бромберга и других городов. Выпустил отдельными изданиями биографические очерки о Франце Шуберте (1912, русский перевод 1928), Роберте Шумане (1916), Феликсе Мендельсоне (1919, русский перевод 1930), Иоганне Себастьяне Бахе (1924), Фридерике Шопене (1924), а также обзорную «Музыку южных стран» (нем. Musik des Südens; 1923) и полемическое сочинение «Откровение музыки: Торжество Фридриха Ницше» (нем. Die Offenbarung der Musik: Eine Apotheose Friedrich Nietzsches; 1922). Заявил о себе как о стороннике аналитических взглядов Генриха Шенкера. Сохраняет значение статья Дамса «Галантный стиль в музыке», опубликованная в 1925 году в британском The Musical Quarterly.
Дамс также эпизодически выступал в качестве оперного либреттиста — в частности, ему принадлежат немецкие версии либретто опер Эрманно Вольфа-Феррари «Слай» (1927) и «Хитрая вдова» (1931).
С начала 1920-х гг. жил в Италии, пользуясь итальянизированным именем Гвалтерио Армандо (итал. Gualtério Armando), увлекался итальянским бельканто, пробовал себя на оперной сцене как певец. Затем жил во Франции и Испании, с 1935 г. в Португалии. В 1958 году восстановил свои связи с германскими издателями и опубликовал ещё несколько книг: биографии Николо Паганини (1960), Ференца Листа (1961) и Рихарда Вагнера (1961), а также «Историю Португалии» (1966) и вольный перевод «Странствий» Фернана Мендеша Пинту (1960).
Композиторское наследие Дамса оставалось практически неизвестным при жизни и лишь в последние годы стало привлекать к себе внимание. Так, увертюра «Весна», навеянная, как предполагают специалисты, картинами Сандро Боттичелли, была в 2004 году исполнена Принстонским симфоническим оркестром по инициативе и под управлением дирижёра Марка Лейкока.